# 유럽 소국 경기 대회

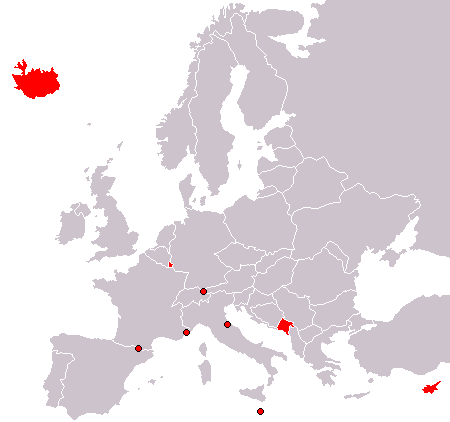
유럽 소국 경기 대회 참가국

유럽 소국 경기 대회(영어: Games of the Small States of Europe, GSSE)는 유럽에 위치한 극소 국가들이 참가하는 종합 경기 대회로 유럽 올림픽 위원회가 대회를 주관한다. 1985년에 제1회 대회가 개최된 이래 2년에 한 번 열린다.
1981년 서독 바덴바덴에서 열린 올림픽 의회에서 유럽에 위치한 극소 국가들을 대상으로 하는 종합 경기 대회 창설에 관한 논의가 시작되었다. 1984년 로스앤젤레스 하계 올림픽에서 안도라, 키프로스, 아이슬란드, 리히텐슈타인, 룩셈부르크, 몰타, 모나코, 산마리노 8개국의 국가 올림픽 위원회가 대회 창설에 합의하면서 신설되었다.

## 참가국
유럽 올림픽 위원회 회원국 중에서 인구가 100만 명 미만인 국가에 참가 자격이 주어진다. 키프로스는 대회 참가국 가운데 유일하게 인구가 100만 명을 넘는 국가이지만 대회가 창설된 1984년 당시에는 인구가 100만 명 미만이었다. 몬테네그로는 2009년 6월 1일에 유럽 소국 경기 대회에 합류했고 2011년 대회부터 참가하고 있다.
- 안도라 (1985년 ~ 현재)
- 키프로스 (1985년 ~ 현재)
- 아이슬란드 (1985년 ~ 현재)
- 리히텐슈타인 (1985년 ~ 현재)
- 룩셈부르크 (1985년 ~ 현재)
- 몰타 (1985년 ~ 현재)
- 모나코 (1985년 ~ 현재)
- 몬테네그로 (2011년 ~ 현재)
- 산마리노 (1985년 ~ 현재)

## 역대 대회
| 대회 | 개최 도시    | 개최국       | 날짜                       | 참가국 | 참가 선수 | 경기 종목 | 세부 종목       | 종합 1위   |
| ---- | ------------ | ------------ | -------------------------- | ------ | --------- | --------- | --------------- | ---------- |
| 1    | 산마리노시   | 산마리노     | 1985년 5월 23일 ~ 5월 26일 | 8개국  | 222명     | 7개 종목  | 49개 세부 종목  | 아이슬란드 |
| 2    | 모나코       | 모나코       | 1987년 5월 14일 ~ 5월 17일 | 8개국  | 468명     | 9개 종목  | 66개 세부 종목  | 아이슬란드 |
| 3    | 니코시아     | 키프로스     | 1989년 5월 17일 ~ 5월 20일 | 8개국  | 675명     | 8개 종목  | 75개 세부 종목  | 키프로스   |
| 4    | 안도라라벨랴 | 안도라       | 1991년 5월 21일 ~ 5월 25일 | 8개국  | 697명     | 8개 종목  | 82개 세부 종목  | 아이슬란드 |
| 5    | 발레타       | 몰타         | 1993년 5월 25일 ~ 5월 29일 | 8개국  | 690명     | 8개 종목  | 87개 세부 종목  | 아이슬란드 |
| 6    | 룩셈부르크시 | 룩셈부르크   | 1995년 5월 29일 ~ 6월 3일  | 8개국  | 684명     | 9개 종목  | 88개 세부 종목  | 아이슬란드 |
| 7    | 레이캬비크   | 아이슬란드   | 1997년 6월 2일 ~ 6월 7일   | 8개국  | 714명     | 10개 종목 | 87개 세부 종목  | 아이슬란드 |
| 8    | 파두츠       | 리히텐슈타인 | 1999년 5월 24일 ~ 5월 29일 | 8개국  | 566명     | 9개 종목  | 86개 세부 종목  | 아이슬란드 |
| 9    | 산마리노시   | 산마리노     | 2001년 5월 29일 ~ 6월 2일  | 8개국  | 658명     | 11개 종목 | 101개 세부 종목 | 아이슬란드 |
| 10   | 발레타       | 몰타         | 2003년 6월 2일 ~ 6월 7일   | 8개국  | 765명     | 10개 종목 | 105개 세부 종목 | 키프로스   |
| 11   | 안도라라벨랴 | 안도라       | 2005년 5월 30일 ~ 6월 4일  | 8개국  | 793명     | 10개 종목 | 120개 세부 종목 | 키프로스   |
| 12   | 모나코       | 모나코       | 2007년 6월 4일 ~ 6월 9일   | 8개국  | 786명     | 12개 종목 | 121개 세부 종목 | 키프로스   |
| 13   | 키프로스     | 키프로스     | 2009년 6월 1일 ~ 6월 6일   | 8개국  | 843명     | 12개 종목 | 120개 세부 종목 | 키프로스   |
| 14   | 리히텐슈타인 | 리히텐슈타인 | 2011년 5월 30일 ~ 6월 4일  | 9개국  | 750명     | 9개 종목  | 113개 세부 종목 | 키프로스   |
| 15   | 룩셈부르크시 | 룩셈부르크   | 2013년 5월 27일 ~ 6월 1일  | 9개국  | 762명     | 12개 종목 | 120개 세부 종목 | 룩셈부르크 |
| 16   | 레이캬비크   | 아이슬란드   | 2015년 6월 1일 ~ 6월 6일   | 9개국  | 789명     | 11개 종목 | 120개 세부 종목 | 아이슬란드 |
| 17   | 산마리노시   | 산마리노     | 2017년 5월 29일 ~ 6월 3일  | 9개국  | 889명     | 11개 종목 | 131개 세부 종목 | 룩셈부르크 |
| 18   | 부드바       | 몬테네그로   | 2019년 5월 27일 ~ 6월 1일  | 9개국  | 846명     | 10개 종목 | 113개 세부 종목 | 룩셈부르크 |
| 19   | 발레타       | 몰타         | 2023년 5월 28일 ~ 6월 3일  | 9개국  | 835명     | 10개 종목 | 125개 세부 종목 | 몰타       |
| 20   | 안도라라벨랴 | 안도라       | 2025년                     |        |           |           |                 |            |
| 21   | 모나코       | 모나코       | 2027년                     |        |           |           |                 |            |

- 2021년 유럽 소국 경기 대회는 원래 안도라 안도라라벨랴에서 열릴 예정이었으나 2020년 도쿄 하계 올림픽의 개최 시기가 코로나19 범유행의 여파로 인하여 2021년으로 변경되면서 취소되었다.

## 경기 종목
경기 종목은 2015년 대회 기준이다.
- 육상 경기
- 농구
- 사이클
- 골프
- 체조
- 유도
- 사격
- 수영
- 탁구
- 테니스
- 배구

## 같이 보기
- 아일랜드 게임